# Мирциария сомнительная
Мирциария сомнительная, или Каму-каму (лат. Myrciaria dubia) — маленькое вечнозелёное густорослое дерево, вид рода Мирциария семейства Миртовые, растущее в тропических лесах Амазонской низменности, по берегам рек, в Бразилии, Колумбии, Эквадора, Боливии и Перу. Myrciaria dubia — близкий родственник Джаботикабы (Myrciaria caulifloria) и Ромовой ягоды (Myrciaria floribunda).
В последние годы культивируется ради съедобных красно-фиолетовых плодов.
Дерево достигает в высоту 3-5 м, цветёт маленькими цветками с белыми восковыми лепестками и сладким ароматом. Листья ланцетовидно-эллиптические длиной до 20 см. Плоды дерева имеют приятный кисловатый вкус и особый аромат. Их красноватый пигмент придаёт уникальный привлекательный розовый цвет извлечённому из них соку.

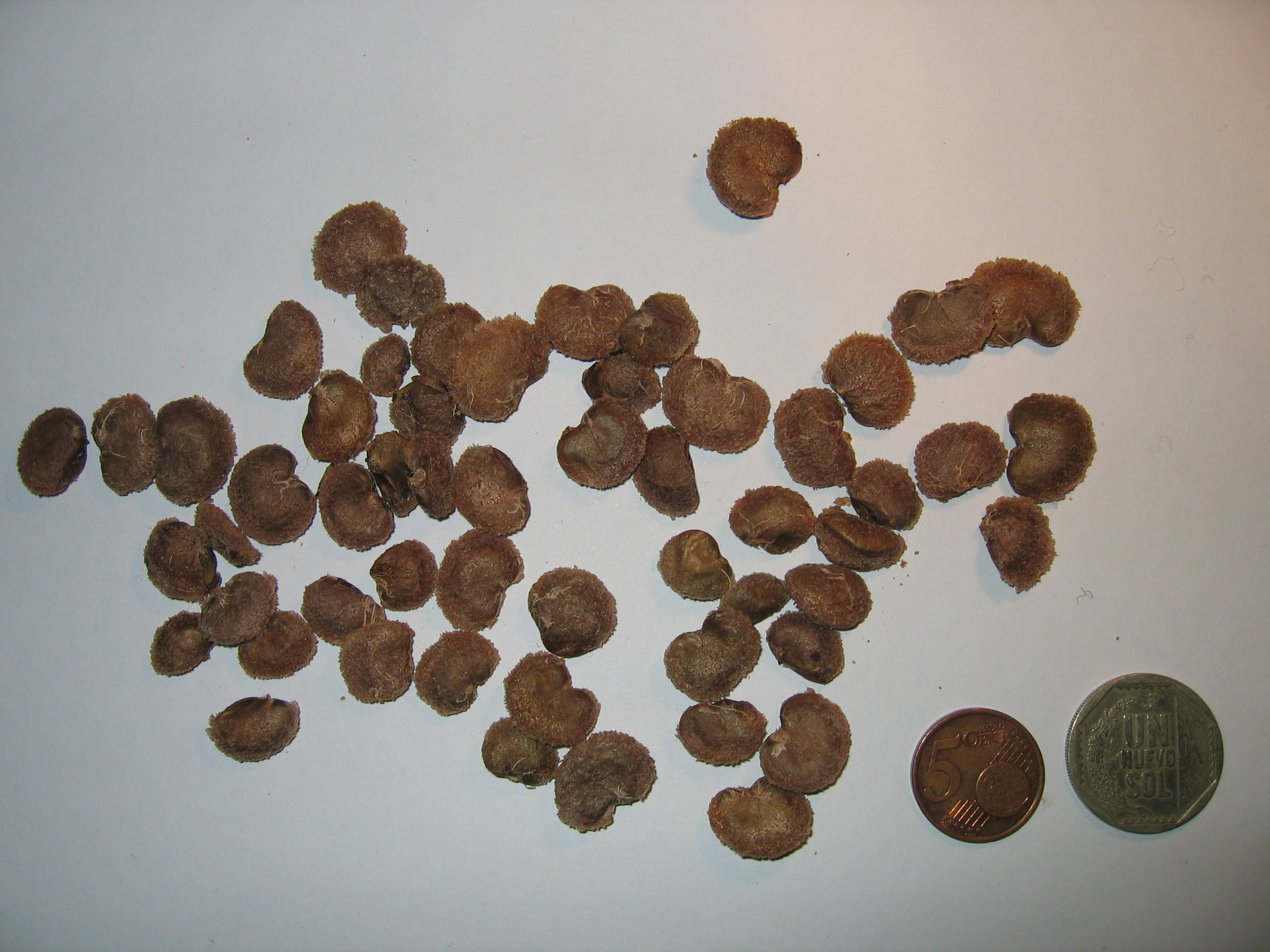
Семена Myrciaria dubia

Плоды каму-каму очень богаты витамином C, аминокислотами (лейцином и серином), антиоксидантными флавоноидами и другими полифенолами, поэтому жители Амазонии с давних пор использовали их в пищу и в медицине. Мыши, которым в пищу с высоким содержанием жира и сахара добавляли красно-фиолетовые плоды каму-каму, набирали на 50 процентов меньше массы и избегали ожирения.

## Питание
На 100 г свежих фруктов:
- Белок 0,4 г
- Углеводы 5,9 г
- Крахмалы 0,44 г
- Сахара 1,28 г
- Пищевые волокна 1,1 г
- Жир 0,2 г
- Кальций 15,7 мг
- Медь 0,2 мг
- Железо 0,53 мг
- Магний 12,4 мг
- Марганец 2,1 мг
- Калий 83,9 мг
- Натрий 11,1 мг
- Цинк 0,2 мг
- Витамин С: колеблется от 1882 до 2280 мг в зависимости от спелости.[8]

Каму-каму имеет необычайно высокое содержание витамина С (порядка 2–3% от свежего веса, уступая только уроженцу Австралии Терминалия Фердинанда), и это свойство плода использовалось при позиционировании его на международных рынках. Содержание витамина С снижается по мере достижения полной зрелости с компромиссом между витамином С и выраженностью вкуса.